# Henric al IV-lea al Angliei
Henric al IV–lea (n. aprilie 1367, Bolingbroke Castle⁠(d), Anglia, Regatul Unit – d. 20 martie 1413, Westminster⁠(d), Regatul Angliei) s-a născut în Castelul Bolingbroke din Lincolnshire, din această cauză fiind cunoscut și sub numele de Henric de Bolingbroke.

## Pretendent la tron
Tatăl său, Ioan de Gaunt era cel de-al treilea și cel mai în vârstă fiu supraviețuitor al regelui Eduard al III-lea, și se bucura de o poziție foarte influentă în timpul domniei lui Richard al II-lea. Totuși, Henric a avut o relație mai degrabă echivocă cu Richard: erau veri primari și tovarăși de joacă în copilărie, și au fost admiși împreună în Ordinul Jartierei în 1377, dar Henric a luat parte la Revolta Lorzilor Revendicatori ce avut loc în anul 1387 împotriva regelui. După ce și-a recâștigat influența, Richard nu l-a pedepsit pe Henric (mulți dintre ceilalți baroni rebeli au fost executați sau exilați), și chiar l-a înălțat în rang ca Duce de Derby.
Relația dintre Henric și rege a ajuns la o a doua criză în 1398 când Richard l-a exilat pe Henric din regat pe o perioadă de zece ani - cu aprobarea lui Ioan de Gaunt - spre a evita un conflict sângeros între Henric de Bolingbroke și Henric de Derby (care fusese exilat pe viață).
Oricum, în anul următor, Ioan de Gaunt a murit, și, fără a da explicații, Richard a anulat documentele legale care l-ar fi lăsat pe Henric să moștenească terenurile lui Gaunt în mod automat - în loc de aceasta, Henric trebuia să ceară aceste terenuri de la Richard. După niște ezitări, Henric s-a întâlnit cu exilatul Thomas Arundel, fostul (și viitorul) Arhiepiscop de Canterbury, care își pierduse această funcție din cauza implicării sale alături de Lorzii Reclamanți, iar Henric și Arundel s-au întors în Anglia în timp ce Richard se afla în campanie militară în Irlanda.
Avându-l pe Arundel drept sfătuitor, Henric Bolingbroke a inițiat o campanie militară, confiscând terenuri de la cei care i se opuneau și ordonându-le soldaților săi să distrugă mare parte din regiunea Cheshire. Rapid, Henric a câștigat destulă forță și ajutor ca să fie proclamat regele Henric al IV-lea, întemnițându-l pe regele Richard (care a murit în închisoare în împrejurări suspecte) și înlăturându-l pe moștenitorul aparent al lui Richard, Roger Mortimer.

## Domnia
Încoronarea lui Henric din 13 octombrie 1399, s-a remarcat prin faptul că, pentru prima oară de la Cucerirea Normandă, regele a ținut un discurs în limba engleză. Henric se consulta cu Parlamentul adesea, dar era uneori în opoziție cu el, în special în pricini ecleziastice. La sfaturile lui Arundel, Henric a fost primul rege englez care a admis arderea pe rug a ereticilor, în principal pentru a suprima mișcarea Lollard.
În 1380, Henric s-a căsătorit cu Maria de Bohun; ei au avut două fiice și patru fii, unul dintre ei fiind viitorul Henric al V-lea al Angliei. În 1406, una dintre fiicele lor, Philippa, s-a căsătorit cu Eric de Pomerania, regele Danemarcei, Norvegiei și Suediei.
Maria a murit în 1394 și în 1403 Henric s-a recăsătorit cu Ioana de Navara, fiica lui
Carol de Évreux, regele Navarei. Ea era văduva lui Ioan al IV-lea al Bretaniei, cu care avusese patru fiice și patru fii, dar ea împreună cu Henric nu au avut copii. Faptul că în 1399 Henric avea patru fii, din prima lui căsătorie, a constituit fără îndoială un motiv important pentru care a fost acceptat pe tron. Spre deosebire de el, Richard al II-lea, nu avea copii iar moștenitorul aparent al lui Richard, Mortimer, avea doar șapte ani.
Henric și-a petrecut mare parte din domnia sa apărându-se de comploturi, răscoale și tentative de asasinat. Prima lui problemă a fost să îl elimine pe regele Richard cel detronat, și, după ce a zădărnicit un prim complot de asasinat împotriva sa, probabil că a ordonat uciderea lui Richard prin înfometare pe la începutul anului 1400, deși nu există dovezi în acest sens. Trupul neînsuflețit al lui Richard a fost expus publicului în vechea catedrală a Sfântului Paul pentru a arăta susținătorilor săi că decedase.
Revoltele au continuat în timpul primilor zece ani ai domniei lui Henric, inclusiv răscoala lui Owen Glendower care s-a autoproclamat Prinț de Wales și răscoala lui Henry Percy, primul conte de Northumberland. Succesul regelui în înăbușirea acestor răscoale era datorat parțial talentului militar a celui mai vârstnic fiu al său, Henric, care urma să devină regele Henric al V-lea al Angliei, deși tânărul Henric (care menținuse o relație strânsă cu Richard al II-lea) a reușit să acapareze destulă influență de la tatăl său în 1410.
În 1406, soldații englezi au capturat pe viitorul rege Iacob I al Scoției care se îndrepta spre Franța. Iacob a rămas prizonierul lui Henric pe tot timpul domniei acestuia. Următorii ani ai domniei lui Henric au fost marcați de serioase probleme de sănătate.
El suferea de o boală de piele ce îl desfigura și de atacuri acute de la o boală gravă în iunie 1405, aprilie 1406, iunie 1408, în timpul iernii dintre anii 1408-1409, decembrie 1412 și în sfârșit de un atac final în martie 1413.
Istoricii Medicinei au dezbătut îndelung natura afecțiunii sau afecțiunilor sale. Boala lui de piele ar fi putut fi lepră (ceea ce în orice caz nu însemna același lucru în medicina modernă), poate psoriazis, un simptom al sifilisului sau o altă boală. Atacurilor acute le-au fost atribuite o mare varietate de explicații, de la epilepsie până la o formă acută de boală cardiovasculară.
În 1413, a murit în Camera "Ierusalim" în casa starețului de la Westminster și a fost îngropat în Catedrala Canterbury. Corpul său a fost bine îmbălsămat, după cum s-a constatat la exhumare, câteva secole mai târziu.

## Arbore genealogic
|  |                                          |  |  |  |  |  |  |  |  |  |  |  |  |
|  | 8. Eduard al II-lea, rege al Angliei     |  |  |  |  |  |  |  |  |  |  |  |  |
|  |                                          |  |  |  |  |  |  |  |  |  |  |  |  |
|  |                                          |  |  |  |  |  |  |  |  |  |  |  |  |
|  | 4. Eduard al III-lea, rege al Angliei    |  |  |  |  |  |  |  |  |  |  |  |  |
|  |                                          |  |  |  |  |  |  |  |  |  |  |  |  |
|  |                                          |  |  |  |  |  |  |  |  |  |  |  |  |
|  | 9. Isabela a Franței                     |  |  |  |  |  |  |  |  |  |  |  |  |
|  |                                          |  |  |  |  |  |  |  |  |  |  |  |  |
|  |                                          |  |  |  |  |  |  |  |  |  |  |  |  |
|  | 2. Ioan de Gaunt, Duce de Lancaster      |  |  |  |  |  |  |  |  |  |  |  |  |
|  |                                          |  |  |  |  |  |  |  |  |  |  |  |  |
|  |                                          |  |  |  |  |  |  |  |  |  |  |  |  |
|  | 10. William I, Duce de Bavaria           |  |  |  |  |  |  |  |  |  |  |  |  |
|  |                                          |  |  |  |  |  |  |  |  |  |  |  |  |
|  |                                          |  |  |  |  |  |  |  |  |  |  |  |  |
|  | 5. Filipa de Hainault                    |  |  |  |  |  |  |  |  |  |  |  |  |
|  |                                          |  |  |  |  |  |  |  |  |  |  |  |  |
|  |                                          |  |  |  |  |  |  |  |  |  |  |  |  |
|  | 11. Ioana de Valois                      |  |  |  |  |  |  |  |  |  |  |  |  |
|  |                                          |  |  |  |  |  |  |  |  |  |  |  |  |
|  |                                          |  |  |  |  |  |  |  |  |  |  |  |  |
|  | 1. Henric al IV, rege al Angliei         |  |  |  |  |  |  |  |  |  |  |  |  |
|  |                                          |  |  |  |  |  |  |  |  |  |  |  |  |
|  |                                          |  |  |  |  |  |  |  |  |  |  |  |  |
|  | 12. Henric de Lancaster                  |  |  |  |  |  |  |  |  |  |  |  |  |
|  |                                          |  |  |  |  |  |  |  |  |  |  |  |  |
|  |                                          |  |  |  |  |  |  |  |  |  |  |  |  |
|  | 6. Henric de Grosmont, Duce de Lancaster |  |  |  |  |  |  |  |  |  |  |  |  |
|  |                                          |  |  |  |  |  |  |  |  |  |  |  |  |
|  |                                          |  |  |  |  |  |  |  |  |  |  |  |  |
|  | 13. Maud Chaworth                        |  |  |  |  |  |  |  |  |  |  |  |  |
|  |                                          |  |  |  |  |  |  |  |  |  |  |  |  |
|  |                                          |  |  |  |  |  |  |  |  |  |  |  |  |
|  | 3. Blanche de Lancaster                  |  |  |  |  |  |  |  |  |  |  |  |  |
|  |                                          |  |  |  |  |  |  |  |  |  |  |  |  |
|  |                                          |  |  |  |  |  |  |  |  |  |  |  |  |
|  | 14. Henric de Beaumont                   |  |  |  |  |  |  |  |  |  |  |  |  |
|  |                                          |  |  |  |  |  |  |  |  |  |  |  |  |
|  |                                          |  |  |  |  |  |  |  |  |  |  |  |  |
|  | 7. Isabel de Beaumont                    |  |  |  |  |  |  |  |  |  |  |  |  |
|  |                                          |  |  |  |  |  |  |  |  |  |  |  |  |
|  |                                          |  |  |  |  |  |  |  |  |  |  |  |  |
|  | 15. Alice Comyn                          |  |  |  |  |  |  |  |  |  |  |  |  |
|  |                                          |  |  |  |  |  |  |  |  |  |  |  |  |
|  |                                          |  |  |  |  |  |  |  |  |  |  |  |  |